# خفاش سروتین
خفاش سروتین (نام علمی: Eptesicus serotinus) گونه‌ای خفاش با جثه به نسبت بزرگ است که در مناطق گسترده‌ای از اروپا، شمال ترکیه، منطقه قفقاز، غرب روسیه، شمال ایران، آسیای میانه، شمال هند، و چین زندگی می‌کند.
رنگ بدن این پستاندار در قسمت پشتی قهوه‌ای تیره با نوک جلادار و در زیر بدن قهوه‌ای متمایل به زرد است. اندازه بدن در بخش سر و تنه در این خفاش میان ۶۲ تا ۸۰ میلی‌متر و دم میان ۴۶ تا ۵۷ میلی‌متر است. وزن آن نیز از ۱۶ تا ۳۵ گرم متغیر است.